# Braehead Arena
 (avril 2025).
Si vous disposez d'ouvrages ou d'articles de référence ou si vous connaissez des sites web de qualité traitant du thème abordé ici, merci de compléter l'article en donnant les références utiles à sa vérifiabilité et en les liant à la section « Notes et références ».
Le Braehead Arena est un aréna multifonction de Renfrewshire la partie ouest de la ville de Glasgow.
L'aréna a été construit en 1999 et est situé dans le complexe Braehead.
L'aréna a été domicile de l'équipe de hockey sur glace des Ayr Scottish Eagles et est maintenant le domicile de l'équipe d’expansion du Braehead Clan de l'EIHL.